# La Baston
Pour les articles homonymes, voir Baston.
Pour plus de détails, voir Fiche technique et Distribution.
La Baston est un film français réalisé par Jean-Claude Missiaen, sorti en 1985.

## Synopsis
René est un ancien perceur de coffres sorti de prison depuis cinq ans qui s'est rangé, redevenant soudeur. Son fils Luc est atteint d'une maladie incurable à moins d'une opération de la dernière chance « miraculeuse et onéreuse ». Freddy, un ancien délinquant « collègue » de René lui propose de participer au casse d'une villa. René accepte pour sauver son fils grâce à une partie du butin. Mais en réalité, la soi-disant aubaine est un leurre. René et sa bande servent d'appât : pendant que les policiers avertis se rendent sur le vol de la villa, Freddy et ses complices doivent profitent de l'absence de surveillance du commissariat pour y dérober dix kilos d'héroïne qui y sont entreposés. René part à la poursuite de Freddy pour récupérer l'argent qui lui permettrait de sauver son fils.

## Fiche technique
- Titre : La Baston
- Réalisation : Jean-Claude Missiaen, assisté d'Olivier Péray
- Scénario : Jean-Claude Missiaen et Jacques Labib
- Photographie : Jean-Claude Vicquery
- Son : Michel Desrois
- Décors : Dominique André
- Musique : Yvan Jullien, Hubert Rostaing, Trust
- Montage : Armand Psenny
- Sociétés de production : FR3 Cinéma - L'Artistique Caumartin - Les Productions du Daunou - Sherwood Productions
- Pays d'origine :  France
- Durée : 85 minutes
- Date de sortie : France, 7 août 1985

## Distribution
- Robin Renucci : René Levasseur
- Véronique Genest : Denise Levasseur
- Gérard Desarthe : Lucien Puget
- Michel Constantin : Raoul
- Lucas Belvaux : Jeanjean Levasseur
- Dominique Pinon : Marcel Noblet
- Patrick Depeyrrat : François Daroy
- Jean-Pierre Maurin : le brigadier-chef
- Pierre Ivanoff : Freddy Lecourtois
- Annick Alane : Yvonne Levasseur
- Jean-Claude Bouillaud : Raymond Levasseur
- Steve Kalfa : Le commissaire PJ
- Natacha Inutine : Tonia